# Duaringa
Duaringa – miasto w Australii, w stanie Queensland.